# Кондрашов, Эдуард Константинович
Кондрашо́в Эдуа́рд Константи́нович (род. 2 апреля 1937, Москва) — советский и российский авиационный инженер, учёный в области технологии авиационных материалов, доктор технических наук (1986), профессор (2002).

## Биография
Эдуард Кондрашов родился 2 апреля 1937 года в Москве. Он окончил Московский авиационно-технологический институт им. К. Э. Циолковского (МАТИ) в 1959 году и начал работать во Всесоюзном научно-исследовательском институте авиационных материалов (ВИАМ).
Область научных интересов Кондрашова связаны с технологическими решениями защитных покрытий авиационных конструкций. В этой области он прошел путь от инженера до начальник научного отделения ВИАМ. Участвовал в разработке термоэрозионностойких и влагозащитных покрытий, технологий изготовления и внедрения радиопрозрачных обтекателей ракет с головками самонаведения систем С-200, С-300, «Гранит», «Яхонт», «Куб», «Москит», Х-15, ракет, поставляемых корпорацией «Тактическое ракетное вооружение», светофильтров скафандров космонавтов и терморегулирующих покрытий для космических ЛА, полимерных неметаллических материалов и теплозащиты ОК «Буран».
Кондрашов — кандидат технических наук (1969), доктор технических наук (1986), профессор (2002).

## Награды и звания
- Премия Правительства РФ (2002)[2]
- Заслуженный технолог Российской Федерации (1996)[2]
- Почётный авиастроитель РФ[2] (1997)
- Орден «Знак Почёта»[2]
- Государственная премия Казахской ССР (1984)[2]
- Десять медалей ВДНХ СССР[2]